# Kölner Klüngel
Als Kölner Klüngel, Kölscher Klüngel (Kölsch: Kölsche Klüngel) oder einfach Klüngel wird in Köln – und im Fall der dritten, nicht lokalspezifischen Form mittlerweile auch darüber hinaus – ein nepotisches System auf Gegenseitigkeit beruhender Hilfeleistungen und Gefälligkeiten bezeichnet. Das verdeckte Zusammenwirken in kaum kontrollierbaren nicht-öffentlichen Beziehungsgeflechten kann zur Vermischung von gesellschaftlichen, politischen und unternehmerischen Interessen führen und somit die Grenze zu Vetternwirtschaft und zur Korruption leicht überschreiten, ähnlich wie eine Seilschaft. Im Alltagsgebrauch ist Klüngel im Kölner Raum allerdings auch positiv besetzt, im Sinne von „eine Hand wäscht die andere“ (lat. manus manum lavat), „Man kennt sich, man hilft sich“, „über Beziehungen verfügen“ oder netzwerken bzw. „vernetzt sein“.

## Wortherkunft
Der Begriff Klüngel ist abgeleitet vom althochdeutschen clungilin als Verkleinerungsform von clunga = Knäuel und bedeutet demnach „kleines Knäuel“. Das Wort steht für ein Gebilde, in dem hunderte Fäden „in- und durcheinander laufen, so dass man von außen nicht zu durchschauen vermag, wie alles zusammenhängt“. Aus demselben Wortstamm erwuchs auch das englische to cling (festhalten, klammern).
Der früheste Beleg des Wortes mit der Bedeutung „betrügerische Machenschaften“ stammt aus dem Jahr 1782 und steht im Zusammenhang mit der städtischen Lotterie.
Verwandte Begriffe mit ähnlichem Sinn sind das Verb mauscheln und das Substantiv Mauschelei.

## Bedeutung
Im Kölschen ist die Bedeutung von „Klüngel“ vielschichtiger als das, was davon in den allgemeinen deutschen Sprachgebrauch übernommen wurde. In seinem Wörterbuch Neuer kölnischer Sprachschatz schreibt der Sprachforscher Adam Wrede fast eine ganze Seite über die Bedeutungen der Wörter aus diesem Wortfeld. Interessant ist insbesondere, dass eine ungenaue, nachlässig ausgeführte Arbeit als „klüngelich“ gilt, wie auch einige andere Wörter nicht nur einen liederlichen oder schlampigen Umgang mit den Regeln des Anstands, sondern auch der Sorgfalt beinhalten. Ein Klüngel ist auch einfach eine Gruppe miteinander verbundener Menschen, die nicht unbedingt Böses im Schilde führen müssen. Da „Klüngeleien“ jedoch regelmäßig keiner öffentlichen Kontrolle unterworfen sind, besteht stets das Risiko von unausgewogenen und nicht immer alle berechtigten Interessen berücksichtigenden Entscheidungsprozessen.
Im deutschen Sprachgebrauch werden dagegen lediglich das Unter-der-Hand-Handeln, die geheimen Absprachen und ggf. die illegitime Vorteilsnahme und -gewährung mit dem Klüngel assoziiert. Außerhalb Kölns wird hierfür der Begriff Nepotismus nahezu synonym verwendet. Eine positiv wertende Bezeichnung des Aufbaus eines Beziehungsgeflechts ist „Networking“ (Aufbau und Nutzung von Netzwerken). Mitgliedern eines Netzwerkes kommt es meistens nur auf die Generierung wechselseitiger Vorteile für die am Netzwerk Beteiligten, nicht aber auf einen Nutzen für Dritte an (z. B. Kunden, Unternehmen, Gesellschaft oder Staat) an.
Der Autor Frank Überall sieht dagegen drei Stufen des Begriffs: situative Kooperation, Netzwerke und Korruption. Er vertritt die These, dass Klüngel nicht auf korruptive Handlungen zu reduzieren sei, sondern – speziell im Bereich der Politik – auch demokratieförderliche Elemente aufweise. Vergleiche dazu auch das Wort von Heinrich Lützeler: Jeder redet hier mit jedem, das ist die rheinische Form der Demokratie.
Ein scharfer Kritiker des Klüngels dagegen ist der Autor Werner Rügemer, der in seinem Buch Colonia Corrupta Klüngel als „nationales Entlastungsklischee“ bezeichnet und an zahlreichen Beispielen von Adenauer bis zum Einsturz des Kölner Historischen Archivs die illegalen Machenschaften als schwere Korruption entlarvt.

## Historische Entwicklung
Frühe Beispiele des Klüngels kann man im Zusammenhang mit der enormen Heiligenverehrung in Köln, im Mittelalter einem der bedeutendsten Wallfahrtsorte Deutschlands, erkennen (siehe hierzu auch das Kölner Wappen und die Legende der Heiligen Ursula mit den 11.000 Jungfrauen und ihre spätere Ausformung).
Nach der Schlacht von Worringen 1288 übernahmen 15 Patrizierfamilien vom Erzbischof das Stadtregiment und lenkten die Politik ihrer Stadt nach eigenem Gusto. 1396 erzwangen die erstarkten Kaufleute und Handwerker im „Verbundbrief“ mit ihren politischen Gaffeln eine (in ersten Ansätzen demokratische) Teilhabe an der Politik. Bürgermeister und Ratsmitglieder aus immer denselben Familien sind jedoch ein Indiz dafür, dass sich nur teilweise etwas geändert hatte. Dieses System galt bis in die Zeit der Französischen Revolution und endete mit der Besetzung Kölns durch französische Revolutionstruppen 1794.
Nach 1815 gehörte Köln zu Preußen, womit die Kölnische Stadtverwaltung unter preußische Aufsicht kam, was manchen Auswüchsen des Klüngels Einhalt gebot. So galt beispielsweise die Regel, dass niemals Vater und Sohn gleichzeitig ein Amt im Rat bekleiden durften. Politische Würdenträger sollten wohlhabend und damit unempfindlich für illegitime Geldeinnahmen im Amt sein.
Eine Seite des berühmten ehemaligen Kölner Oberbürgermeisters und späteren ersten Kanzlers der Bundesrepublik Konrad Adenauer ist geschichtlich zwar gesichert, wird jedoch in der Öffentlichkeit kaum beachtet: seine Schwäche für die persönliche Nutzung wirtschaftlicher Vorteile durch Ausnutzung seines Amtes. So erwarb er am 27. Januar 1923 neue Aktien der Rheinbraun AG, ohne den Gegenwert von 613.000 Mark bezahlen zu können. Die Stadtkasse half aus, erhielt ihr Geld von Adenauer drei Monate später ohne Zinsen zurück. Ein Insidertip – damals noch nicht strafbar – verhalf dem spekulierenden Oberbürgermeister im Februar 1928 zu Aktien der Glanzstoff AG im Gegenwert von 2,8 Millionen Reichsmark, von denen er jedoch nur 1,8 Millionen aufbringen konnte. Adenauer – im Aufsichtsrat der Deutschen Bank – erhielt von dieser die fehlende Million als Kredit. Durch den Börsencrash in New York stürzten die Glanzstoff-Kurse von 99 auf 25 US-Dollar ab, so dass ein Freund ihm „leihweise“ mit der Kreditrückzahlung aushalf. Es kam aber nie zur Rückgabe, weil der Jurist Adenauer der Auffassung war, dass er bei dieser Leihe nichts „zurückzugeben brauchte“.
Konrad Adenauer, Kölner Oberbürgermeister zur Zeit der Weimarer Republik, wird die Parole „Mer kennt sich, mer hilft sich“ zugeschrieben. Nach dem Zweiten Weltkrieg kam das Prinzip weiterhin zur Anwendung. Beförderungslisten der Stadtverwaltung kursierten bei der herrschenden Partei und wurden nach Gutdünken geändert. Unqualifizierte „Schwächte“ besetzten hoch dotierte Posten bei den stadtnahen Gesellschaften. Ein Psychiater wurde Aufsichtsratsvorsitzender des Köln/Bonner Flughafens, ein ehemaliger Verwaltungsinspektor dessen Technischer Direktor.
Ein Beispiel für einen aufgedeckten kriminellen Klüngel war der Skandal um den Neubau der Kölner Messegesellschaft (siehe auch Josef Esch). Nicht allzu lange zurück liegt der Skandal um den Bau einer Müllverbrennungsanlage mitsamt der Kölner Spendenaffäre. Die politischen Mehrheitsverhältnisse wurden durch Dankeschönspenden, Beraterverträge und hochdotierte Posten manipuliert. Das Kölner Landgericht bezifferte den Schaden, der durch die Schmiergeldzahlungen um die Kölner Müllverbrennungsanlage entstanden war, auf 20,4 Millionen Euro. Das Verfahren gegen den Müllunternehmer Hellmut Trienekens wurde 2005 gegen Zahlung von fünf Millionen Euro eingestellt. Esch versuchte, auf Kosten des angeschlagenen Konzerns Arcandor das „Geschäft seines Lebens“ zu machen. Arcandor (früher KarstadtQuelle AG) ging 2009 insolvent; Esch stürzte einige der reichsten Deutschen und die Privatbank Sal. Oppenheim in den finanziellen Ruin.
Auf niedrigerer Ebene geschieht der Klüngel weiterhin in den bürgerlichen Vereinen Kölns, so z. B. in den großen Karnevalsgesellschaften. Dort wird nicht nur der Karneval organisiert; sie sind auch ein wichtiges Forum für Kontakte und geschäftliche Beziehungen.
Von Kurt Rossa, Kölner Oberstadtdirektor zwischen 1977 und 1989, soll die Definition stammen: „Kölscher Klüngel heißt ‚dienstliche Probleme privat klären‘.“ Sicher belegt ist das Zitat aus dem Jahre 1977, als er sich dem Rat der Stadt Köln mit den Worten vorstellte: „Nehmt mich auf in Euren Klüngel!“ Nicht nur der Rat, sondern die ganze Stadt war begeistert. Dem von 1980 bis 1999 amtierenden Oberbürgermeister Norbert Burger wird die Definition zugeschrieben, Kölner Klüngel sei „das Ausräumen von Schwierigkeiten im Vorfeld von Entscheidungen“.

## Medien

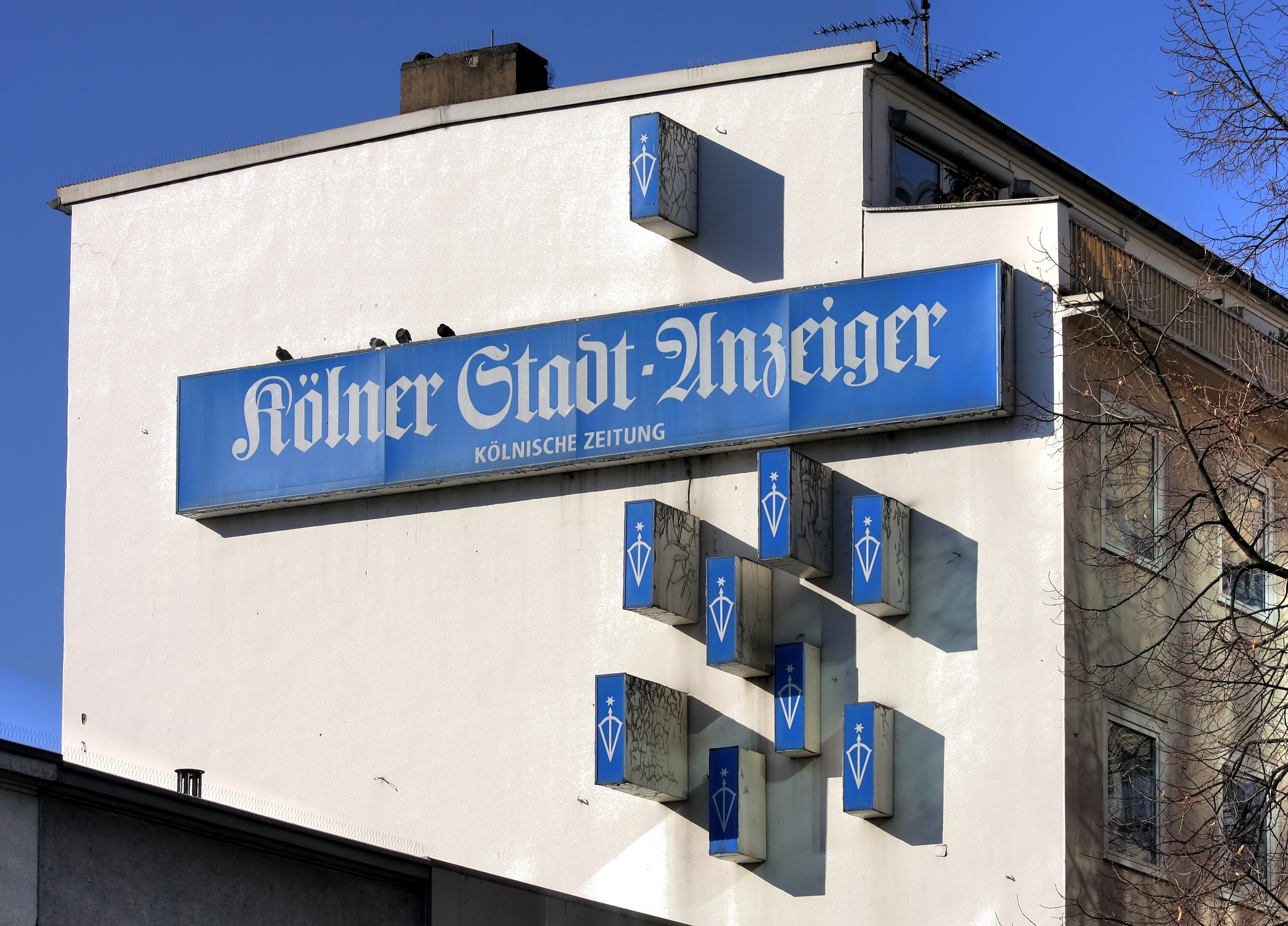
Kölner Stadtanzeiger, Leuchtreklame

### Mediale Bewertung
„Korruption ist Klüngeln ohne Charakter“ schrieben Bennack und Uhlenbruch in ihrem 2003 erschienenen Buch Humor als kölsche Philosophie.
In seiner Dissertation beschrieb Frank Überall (siehe Literatur) unter anderem die Krux um Oberbürgermeister Fritz Schramma, der Mühe hatte, die Anforderungen des Amtes – nach Abschaffung der „Doppelspitze“ aus politisch-repräsentierendem Oberbürgermeister einerseits und Oberstadtdirektor als Verwaltungsleiter andererseits – als Repräsentant und gleichzeitiger Chef der Verwaltung zu bewältigen. In Süddeutschland ist diese Form der politischen Kommunalverfassung dagegen seit Jahrzehnten etabliert. Überall zog als Fazit: „Ohne (positiven) Klüngel wäre Demokratie kaum machbar!“.
Dagegen kritisiert Werner Rügemer in seinem Buch Colonia Corrupta diese Haltung des Frank Überall und demaskiert den verharmlosenden Begriff Klüngel als Korruption.
Ein weiteres Augenmerk gilt der Medienkonzentration in Köln. Das Verlagshaus M. DuMont Schauberg besitzt Beteiligungen an den Tageszeitungen Kölner Stadt-Anzeiger, Kölnische Rundschau, Express, der Kölner Illustrierten, dem lokalen Hörfunkprogramm Radio Köln und dem lokalen Fernsehprogramm Center.tv. Gleichzeitig sind die Anteilseigner von M. DuMont Schauberg am größten Kölner Wohnungsunternehmen GAG Immobilien beteiligt. Aufsichtsrat Alfred Neven DuMont war Präsident der IHK Köln und ist  Ehrenbürger seit 2001.
Der Autor des Fernsehfilms Der König von Köln (ARD, 2019), Werner Rügemer, sagt über den „Kölschen Klüngel“, dort handle man strikt nach dem Prinzip: „Man kennt sich, man hilft sich“.